# Ryksa Bolesławówna
Ryksa (ur. w 1116, zm. po 25 grudnia 1155) – księżniczka polska, królowa szwedzka, księżna nowogrodzka z dynastii Piastów.
Córka księcia Polski Bolesława III Krzywoustego i Salomei z Bergu. Żona kolejno: króla Szwecji Magnusa Silnego, księcia nowogrodzkiego Włodzimierza Wsiewołodowicza i króla Szwecji Swerkera I Starszego. Matka króla Danii Kanuta V i księżnej duńskiej Zofii, żony króla Danii Waldemara I Wielkiego.

## Matka Ryksy
Ryksa, najstarsza córka Bolesława III Krzywoustego i Salomei z Bergu, urodziła się w 1116. Identyfikacja jej matki do dziś pozostaje nierozstrzygnięta. Średniowieczne przekazy źródłowe milczą na ten temat, wspominają jedynie o ojcostwie Krzywoustego. Badający tę sprawę Kazimierz Jasiński skłonił się do uznania Salomei z Bergu za matkę Ryksy i na tej podstawie ustalił datę roczną narodzin najstarszej córki Krzywoustego. Ponieważ Salomea poślubiła Bolesława III Krzywoustego na początku 1115, a pod koniec tego samego roku wydała na świat Leszka, zaś w 1129 lub 1130 Ryksa została wydana za mąż i ok. 1130 urodziła pierwsze dziecko, stąd najstarsza córka Krzywoustego musiała urodzić się w 1116.

## Mężowie i potomstwo
W 1129 lub 1130 Ryksa poślubiła Magnusa Silnego, syna króla Danii Nielsa Starego. Z tego związku na świat przyszli król Danii Kanut V i Niels. Magnus Silny, który w 1129 został koronowany na króla Szwecji, zmarł 4 czerwca 1134.
Między 1136 a 1138 Ryksa wyszła za mąż za księcia nowogrodzkiego Włodzimierza z dynastii Rurykowiczów (z linii Monomachowiczów). Małżeństwo to umocniło istniejący już związek pomiędzy dziećmi Salomei i Wsiewołoda (Bolesław Kędzierzawy w 1137 pojął za żonę córkę Wsiewołoda, a siostrę Włodzimierza, Wierzchosławę). Z księciem ruskim Ryksa miała córkę Zofię, która w 1154 poślubiła króla Danii Waldemara I Wielkiego i miała z nim liczne potomstwo, m.in. królami Danii: Kanutem VI i Waldemarem II, a także królową szwedzką Ryksą (żona króla Szwecji Eryka X i matka Eryka XI) i królową francuską Ingeborgą (żona króla Francji Filipa II Augusta). Włodzimierz zmarł między 1140 a 1145.
Trzecim mężem Ryksy przed 1150 został król Szwecji Swerker I Starszy. Z tego małżeństwa na świat przyszedł syn Bolesław. W literaturze pojawiają się opinie, że synami Swerkera z tego związku byli także Kol i Sune Sik. Mąż Ryksy został zamordowany 25 grudnia 1156.
Po zamordowaniu Swerkera I Starszego władzę w Szwecji przejął Eryk IX Święty, po śmierci którego tron szwedzki przypadł synowi Swerkera I Starszego z pierwszego małżeństwa z Ulfhildą, Karolowi VII. Gdy ten w 1167 został zamordowany, rozpoczęły się trwające do 1173 krwawe walki o panowanie w Szwecji. Brali w nich udział Bolesław i Kol (ta informacja jest jedyną o nich wzmianką źródłową), którzy prawdopodobnie zginęli pokonani przez Kanuta Erikssona.

## Genealogia
| Władysław I Herman ur. 1042–1044 zm. 4 VI 1102 | Władysław I Herman ur. 1042–1044 zm. 4 VI 1102 |                                                        |                                                        | Judyta Przemyślidka ur. 1057–1060 zm. 24/25 XII 1086 | Judyta Przemyślidka ur. 1057–1060 zm. 24/25 XII 1086 |  |  | Henryk z Bergu ur. ? zm. 24 IX p. 1116 | Henryk z Bergu ur. ? zm. 24 IX p. 1116 |                                               |                                               | Adelajda z Mochental ur. ? zm. 1 XII 1125 | Adelajda z Mochental ur. ? zm. 1 XII 1125 |
|                                                |                                                |                                                        |                                                        |                                                      |                                                      |  |  |                                        |                                        |                                               |                                               |                                           |                                           |
|                                                |                                                |                                                        |                                                        |                                                      |                                                      |  |  |                                        |                                        |                                               |                                               |                                           |                                           |
|                                                |                                                | Bolesław III Krzywousty ur. 20 VIII 1086 zm. 28 X 1138 | Bolesław III Krzywousty ur. 20 VIII 1086 zm. 28 X 1138 |                                                      |                                                      |  |  |                                        |                                        | Salomea z Bergu ur. 1093–1101 zm. 27 VII 1144 | Salomea z Bergu ur. 1093–1101 zm. 27 VII 1144 |                                           |                                           |
|                                                |                                                |                                                        |                                                        |                                                      |                                                      |  |  |                                        |                                        |                                               |                                               |                                           |                                           |
|                                                |                                                |                                                        |                                                        |                                                      |                                                      |  |  |                                        |                                        |                                               |                                               |                                           |                                           |
|                                                |                                                |                                                        |                                                        |                                                      |                                                      |  |  |                                        |                                        |                                               |                                               |                                           |                                           |

| 1 Magnus ur. 1106 zm. 4 VI 1134 OO 1129/1130 | 1 Magnus ur. 1106 zm. 4 VI 1134 OO 1129/1130 | 2 Włodzimierz Wsiewołodowic ur. 1123–1125 zm. zap. 1140–1145 OO 1136–1138 | 2 Włodzimierz Wsiewołodowic ur. 1123–1125 zm. zap. 1140–1145 OO 1136–1138 | Ryksa Bolesławówna ur. 1116 zm. po 25 XI 1155 | Ryksa Bolesławówna ur. 1116 zm. po 25 XI 1155 | 3 Swerker I Starszy zm. 25 XII w 1155/1156 OO koniec l. 40 XII w. | 3 Swerker I Starszy zm. 25 XII w 1155/1156 OO koniec l. 40 XII w. |  |  |
|                                              |                                              |                                                                           |                                                                           |                                               |                                               |                                                                   |                                                                   |  |  |
|                                              |                                              |                                                                           |                                                                           |                                               |                                               |                                                                   |                                                                   |  |  |
|                                              | 1                                            |                                                                           | 1                                                                         |                                               | 2                                             |                                                                   | 3                                                                 |  |  |
| Kanut V                                      | Kanut V                                      | Mikołaj                                                                   | Mikołaj                                                                   | Zofia Rurykowiczówna                          | Zofia Rurykowiczówna                          | Bolesław                                                          | Bolesław                                                          |  |  |

Opracowanie na podstawie: K. Jasiński, Rodowód pierwszych Piastów, Poznań 2004; Bavaria, nobility (ang.), fmg.ac, [dostęp 2011-09-14]; Swabia, nobility (ang.), fmg.ac, [dostęp 2011-09-14].